# Puck (mythisch wezen)
Een Puck is een figuur uit de Engelse mythologie.  Pucks zijn feeën die 's nachts zorgen voor lichtflitsen en echo's.  's Nachts komen ze naar de boerderijen om de mensen met kleine plagerijen te pesten zoals het zuur maken van de melk.
Een Puck kan vergeleken worden met Witte Wieven, zie ook Puck (Shakespeare).